# Malcolm & Marie
Malcolm & Marie is een Amerikaanse romantische dramafilm in zwart-wit uit 2021 onder regie van Sam Levinson. De film, met in de hoofdrollen Zendaya en John David Washington, werd ontwikkeld, geproduceerd en uitgebracht ten tijde van de coronapandemie en kwam op 5 februari 2021 uit op Netflix.

## Verhaal
Filmregisseur Malcolm en zijn vriendin Marie keren na de première van Malcolms meest recentelijke film naar huis, een door de productiemaatschappij gehuurde villa in Malibu. Malcolm werd op de afterparty door belangrijke filmcritici vergeleken met Spike Lee, John Singleton en Barry Jenkins en is daarom zelfvoldaan. Marie, daarentegen, is minder tevreden: Malcolm vergat haar namelijk te bedanken in zijn speech en dat terwijl de film is geïnspireerd op haar leven. Marie was ooit een aspirant-actrice met drugsproblemen en ook Malcolms film gaat hierover.
Het verwijt van Marie is het begin van een lange ruzie waarin beiden het laatste woord willen hebben. Ze kibbelen over hun relatie, over Marie's verleden en vooral over Malcolms werk en visie als filmmaker. Ondertussen wacht Malcolm met smart op de eerste recensies die spoedig online binnen zullen komen.

## Rolverdeling
- Zendaya als Marie
- John David Washington als Malcolm

## Productie
Het project kwam tot stand toen het filmen van het tweede seizoen van het door Sam Levinson geregisseerde tienerdrama Euphoria in maart 2020 plotseling stil kwam te liggen vanwege de coronapandemie. Levinson en Zendaya, die de hoofdrol speelt in de televisieserie, hadden onverwachts een leeg schema. Levinson pitchte daarop het idee aan Zendaya om in deze periode een film op te nemen. Zendaya was enthousiast en bood aan om de film in haar huis op te nemen.
Levinson schreef het filmscenario tijdens de lockdown en baseerde het verhaal op een situatie uit zijn eigen leven waarin hij zijn vriendin vergat te bedanken in een speech. Hij voltooide het scenario in zes dagen. Na het lezen van tien pagina's uit het filmscenario was ook Washington van de partij.
De draaiperiode duurde tien dagen en vond plaats in eind juni en begin juli 2020. Het gehele filmteam was verplicht om vooraf verscheidene COVID-testen af te nemen en twee weken in quarantaine te gaan.
Verscheidene video on demand-streamingdiensten streden om de distributierechten van de film, waaronder HBO Max, Amazon Prime en Apple TV+. Het winnende bod van $30 miljoen kwam van Netflix en werd gemaakt tijdens het Internationaal filmfestival van Toronto in september 2020.

## Ontvangst
De film lokte wisselvallige reacties uit van de Amerikaanse pers en verscheidene critici schreven negatief over het grote leeftijdsverschil tussen Zendaya en Washington. Ook in Nederland kreeg de film uiteenlopende reacties van de pers. De meeste critici schreven met lof voor het acteerspel van Zendaya en Washington en het camerawerk, maar hadden kritiek op de geloofwaardigheid.
Recensent van het NRC Handelsblad bekroonde de film met vier uit vijf sterren en vergeleek de filmstijl met het werk van John Cassavetes.  Ook criticus van De Volkskrant deelde vier sterren uit: "Malcolm and Marie heeft meer humor dan relatiedrama’s als Marriage Story: Levinson drijft ook de spot met de hypocrisie van filmwereld, de inclusiviteitsgospel die wordt bezongen door witte critici, en hij benadrukt het absurde van identiteitspolitiek. Dit alles wordt serieus genomen, zonder er gewichtig over te doen. Veel actueler dan dit wordt het niet: twee mensen vast in één huis, ruziënd over cultureel-maatschappelijke tendensen. Alleen al als tijdsdocument is het een film om te koesteren."
Recensent van het Algemeen Dagblad, daarentegen, had maar twee uit vijf sterren over voor Malcolm & Marie: "Het valt nog niet mee om een hedendaagse Who's Afraid of Virginia Woolf? te maken, ook al draai je hem heel chique in zwart-wit. Verbaal vuurwerk te over, maar je gelooft geen seconde dat deze twee al een hele geschiedenis samen hebben. Het blijven twee instrumenten die een script tot leven moeten wekken. Een script dat nooit doorleefd aanvoelt. Inderdaad, het mist authenticiteit."
Criticus van Het Parool schreef: "Malcolm & Marie ziet er prachtig uit, in stijlvol zwart-wit. De dialogen zijn scherp en de acteurs op dreef, maar de personages en de geschiedenis die tussen hen ligt, komen nooit tot leven. Ze bestaan niet buiten onze blik, buiten de bubbel van de film."
Recensent van de Filmkrant was in zijn interview matig enthousiast: "De film mist uiteindelijk het emotionele gewicht van de echte hoogtepunten in dit genre, zoals Richard Linklaters Before Midnight. Meer dan [deze film] leunt Malcolm & Marie op stilistische trucjes – de zwart-witbeelden, de springerige montage, het overdadige gebruik van close-ups. [..] Er zitten een paar interessante shots in de film, waarvoor de Hongaarse cameraman Marcell Rév verantwoordelijk was, maar door die nadruk op stijl krijgt het verbale drama nooit helemaal kans om te landen."